# Аксанський сільський округ
Акса́нський сільський округ (каз. Ақсан ауылдық округі, рос. Аксанский сельский округ) — адміністративна одиниця у складі Баянаульського району Павлодарської області Казахстану. Адміністративний центр — село Аксан.
Населення — 859 осіб (2021; 975 у 2009, 1278 у 1999, 1538 у 1989).
Станом на 1989 рік існувала Октябрська сільська рада (села Аксан, Жапалак, Камбаба, Каражар, Коянди, Маяжон, Октябр, Пограничник, Силетас, Юність). Села Коянди, Пограничник, Симтас, Юність були ліквідовані 2004 року, села Жапалак, Камбаба, Маяжон — 2005 року. 2004 року зі складу округу було виділено територію площею 29,22 км² і передано до складу Шоптикольського сільського округу.

## Склад
До складу округу входять такі населені пункти:
| Населений пункт   | Старі назви | Населення, осіб (1989) | Населення, осіб (1999) | Населення, осіб (2009) | Населення, осіб (2021) |
| ----------------- | ----------- | ---------------------- | ---------------------- | ---------------------- | ---------------------- |
| Аксан, село       | -           | 484                    | 419                    | 329                    | 331                    |
| Жапалак, село     | -           | 14                     | 29                     | -                      | -                      |
| Камбаба, село     | -           | 13                     | 28                     | -                      | -                      |
| Каражар, село     | -           | 460                    | 432                    | 328                    | 315                    |
| Коянди, село      | -           | 5                      | 4                      | -                      | -                      |
| Маяжон, село      | -           | 35                     | 28                     | -                      | -                      |
| Октябр, село      | -           | 499                    | 323                    | 318                    | 213                    |
| Пограничник, село | -           | 6                      | 6                      | -                      | -                      |
| Симтас, село      | Силетас     | 5                      | 3                      | -                      | -                      |
| Юність, село      | -           | 17                     | 6                      | -                      | -                      |